# REV Ocean
Die REV Ocean (Research Expedition Vessel Ocean) ist ein Forschungsschiff im Stil einer Yacht, das auf den Werften der Vard Group in Norwegen (Vard Brattvaag) und Rumänien (Vard Tulcea) gebaut wurde. Es wird im norwegischen internationalen Schiffsregister (NIS) eingetragen und unter norwegischer Flagge fahren. Sie ist das wichtigste Projekt der gleichnamigen privaten Initiative REV Ocean des norwegischen Milliardärs Kjell Inge Røkke, die sich die Wiederherstellung der Gesundheit der Meere zum Ziel gesetzt hat.

## Technik und Ausstattung
Die REV Ocean ist nach einer Rumpfverlängerung um 12 Meter mit 194,90 Metern Länge und einer Breite von 22 Metern mit 19 235 BRZ vermessen und damit länger als die zum Bauzeitpunkt längste Yacht der Welt, Azzam. Sie bietet Platz für insgesamt 90 Personen bei Fahrten gemäß Polar Code, ansonsten 106 Personen, davon je nach Grund der Fahrt zwischen 50 und 55 Besatzungsmitglieder.
Der dieselelektrische Antrieb mit vier Generatoren (Wärtsilä 8L26) mit jeweils 2720 kW Leistung soll eine Höchstgeschwindigkeit von 33 km/h (17,8 Knoten) erlauben. Der erzeugte Strom kann bei Bedarf in Batterien mit einer Kapazität von 3000 kWh gespeichert werden. Bei einer typischen Reisegeschwindigkeit von 20 km/h (11 Knoten) hat es eine Reichweite von 22.600 km (12.210 Seemeilen). Das Schiff ist auf autarke Fahrten von bis zu 114 Tagen Dauer ausgelegt, mit Zusatzausstattung bis zu 134 Tage. Die REV Ocean soll die strikteste DNV-Klassifizierung für die Erzeugung von Unterwasserlärm erreichen, SILENT-R. Die Eisklasse ist PC6.
Das Schiff wird mit Kielschwertern ausgestattet, um Messtechnik mit möglichst geringen Umwelteingriffen herablassen zu können.
Zur Ausrüstung gehören u. a. zwei Hubschrauberlandedecks, wissenschaftliche Schleppnetze, Sonarsysteme und Labore. Zusätzlich dazu wird das Schiff mit einem ferngesteuerten Unterwasserfahrzeug und einem bemannten Tauchboot ausgestattet werden. Im Schiffsrumpf befindet sich ein Moonpool mit einer Länge von 7,7 m und einer Breite von 5 m, durch den die Fahrzeuge und wissenschaftliche Messgeräte wie z. B. eine CTD-Rosette ins Meer abgesenkt werden können.
Das ferngesteuerte Unterwasserfahrzeug namens Aurora kann in Tiefen bis zu 6000 Meter operieren und wird zum Sammeln von Daten und Proben genutzt. Mit dem Tauchboot DSV Aurelia können neben dem Piloten zwei Wissenschaftler Tiefen bis zu 2300 Meter erreichen und dort die Umgebung beobachten und Proben nehmen. Der in Herbrechtingen gefertigte Druckkörper dieses Tauchbootes besteht aus 322 mm dickem Acrylglas (PMMA) und bietet den Beobachtern aufgrund der Transparenz des Materials ein sehr weites Blickfeld.

## Planung und Bau
Die ersten öffentlich bekannten Pläne sind von 2016; laut Schiffsdesigner Espen Øino war ursprünglich eine 140 Meter lange Yacht geplant, die sich dann jedoch nach und nach zum Forschungsschiff entwickelte und in der Planung auf 183 Meter Länge anwuchs. Verbliebene Elemente einer Yacht sind die äußere Form und eine luxuriöse Unterkunft im vorderen Decksaufbau, die später zur Co-Finanzierung des Betriebs vermietet werden soll.
2017 unterzeichnete der Auftraggeber Verträge zum Bau des Schiffes mit Vard, Lloyd Werft und weiteren Ausstattern. Als Fertigstellungstermin wurde ursprünglich 2020 avisiert, bei Vertragsunterzeichnung wurde der April 2021 genannt.
Der Bau des Rumpfes mitsamt Aufbauten erfolgte bis 2019 in Tulcea, Rumänien. Nach dem Ausschwimmen aus dem Schwimmdock am 24. August 2019 wurde er zum Weiterbau nach Brattvåg in Norwegen geschleppt.  Am 24. August 2020 startete das Schiff zur ersten Ausfahrt mit eigenem Antrieb.
Im Juni 2021 gab der Auftraggeber bekannt, dass sich der Zeitplan um drei bis fünf Jahre verlängert, da das Schiff nicht den Spezifikationen entspricht und man Herausforderungen in Bezug auf Technik und Gewicht zu meistern habe. Aus Stabilitätsgründen musste man auf ein Deck verzichten; dafür wurde der Rumpf im hinteren Drittel aufgetrennt und um 12 Meter auf 194,90 Meter verlängert. Die Endausrüstung sollte ursprünglich auf der Lloyd Werft in Bremerhaven erfolgen; wurde jedoch wegen der Bauverzögerung 2024 an die niederländische Werft Damen in Vlissingen vergeben. Mit der Auslieferung wird Anfang 2027 gerechnet.

## Ziele
Die REV Ocean soll unter anderem vom WWF Norwegen zu Forschungszwecken verwendet werden. Auf den Forschungsreisen werden Wissenschaftler die Auswirkungen von CO2-Emissionen oder Plastikmüll auf die Ozeane untersuchen, Informationen zum Fischbestand sammeln und Vorschläge für nachhaltige Fangmethoden ausarbeiten. Sie soll auch in der Lage sein, mit Schleppnetzen pro Tag rund 5 Tonnen Kunststoff aus dem Meer zu sammeln und zu verbrennen.

## Hintergrund
Das Schiff ist ein zentraler Bestandteil des Meeresschutzprojekts REV Ocean, das von dem norwegischen Milliardär Kjell Inge Røkke betrieben wird. Es wurde von ihm geplant und vom Designer Espen Øino in Zusammenarbeit mit Vard (Vard Holdings Limited) entworfen.

„Das Meer hat mir große Möglichkeiten gegeben. Ich möchte einen Großteil dessen, was ich verdient habe, der Gesellschaft zurückgeben.“

Røkke begann als junger Mann mit 18 Jahren als Fischer auf Fischereifahrzeugen seiner Heimatstadt Molde und in der Fischerei begann auch seine Karriere, die zu seinem heutigen Reichtum führte. Er gründete u. a. die American Seafoods Group, eine US-amerikanische Unternehmensgruppe der Fischwirtschaft mit Hauptsitz in Seattle. American Seafoods Group gehört heute zu den größten Fischkonzernen Nordamerikas und der Welt. Røkke kontrolliert auch Aker ASA mit Investitionen im Offshore-, Fischerei-, Werft- und Konstruktionsbereich. Der Gesamtwert aller Beteiligungen beträgt 26,1 Mrd. NOK (2014)
Als Geschäftsführer von Aker Horizons arbeitet Røkke mit den norwegischen Konzernen Yara und Statkraft zusammen, um Europas erstes großes grünes Ammoniakprojekt in Norwegen zu etablieren. Die Umstellung aller Überseeschiffe auf den CO2-freien Kraftstoff Ammoniak würde jährlich etwa 500 bis 600 Millionen Tonnen Ammoniak erfordern, das 3- bis 4-fache des derzeitigen weltweiten Produktionsniveaus.
Røkke unterzeichnete im Mai 2017 gemeinsam mit seiner Ehefrau die Giving Pledge.